# Lady Caroline
Lady Caroline (titlul original: în engleză Lady Caroline Lamb) este un film dramatic britano-italian, realizat în 1972 de regizorul Robert Bolt, film bazat pe viața Carolinei Lamb, amanta lui Lord Byron și soția lui William Lamb. Singurul film scris și regizat de Robert Bolt, jucat de soția sa, Sarah Miles, ca Lady Caroline, alți protagoniști fiind actorii Jon Finch, Richard Chamberlain, John Mills, Laurence Olivier. 

## Conținut
Sir William Lamb, membru al parlamentului englez, în ciuda opoziției mamei sale, se căsătorește cu Caroline Ponsonby.
Soția sa Caroline, îl cunoaște din întâmplare pe George Byron, un poet care este în pragul sărăciei și devine iubita lui. Cu timpul, obținând bani și succes, Lord Byron o abandonează. Între timp, Sir William și-a obținut numirea în funcția de guvernator al Irlandei, cu condiția să se despartă de soția sa, care a scandalizat aristocrația engleză.
Lady Caroline, pocăită și încă îndrăgostită de soțul ei, pentru a nu-i dăuna carierei acestuia, acceptă divorțul și moare de cardiomiopatie.

## Distribuție
- Sarah Miles – Lady Caroline Lamb
- Jon Finch – William Lamb
- Richard Chamberlain – Lord Byron
- John Mills – Canning
- Margaret Leighton – Lady Melbourne
- Pamela Brown – Lady Bessborough
- Silvia Monti – Miss Millbanke
- Ralph Richardson – King George IV.
- Laurence Olivier – Duke of Wellington
- Michael Wilding – Lord Holland
- Peter Bull – Minister
- Charles Carson – Potter
- Sonia Dresdel – Lady Pont
- Nicholas Field – St. John
- Trevor Peacock – Boxing Agent
- Norman Mitchell – Waiter
- Bernard Kay – Benson
- Caterina Boratto
- Felicity Gibson – fata în albastru